# جيب جلدي خلقي
الجيب الجلدي الخلقي هو شكل غير شائع من التشوهات القحفية أو الشوكية. يحدث في 1 من كل 2500 مولود حي. يحدث على شكل فجوة جلدية توجد على طول الخط المتوسط للمحور العصبي وغالبًا ما تظهر جنبًا إلى جنب مع الالتهاب والعجز العصبي. شكل الجيوب الجلدي الخلقي ناتج عن فشل بؤري للخلل الوظيفي بين الأديم الظاهر الجلدي والأديم الظاهر العصبي خلال الأسبوع الثالث إلى الثامن من الحمل. لوحظ بشكل نموذجي في المنطقة القطنية والعجزية القطنية، يمكن أن تحدث الجيوب الجلدية الخلقية من المنطقة الانفية ومنطقة القفا إلى الأسفل.
يعد التشخيص والعلاج المبكرين أمرين حاسمين في حالات الجيوب الأنفية الخلقية. يضمنان عدم تدهور الحالة العصبية ويمنعان الالتهاب. يمكن تأكيد التشخيص من خلال استخدام التصوير العصبي المتقدم لمراقبة الجهاز العصبي والآفات المرتبطة به.

## التطور الجنيني
أثناء التطور الطبيعي، ينفصل الأديم الظاهر الجلدي عن الأديم الظاهر العصبي للسماح بإدخال الأديم المتوسط. وهذا يعني أن الجلد ينفصل عن أنسجة الحبل الشوكي للسماح بالتكوين الصحيح للعمود الفقري. في حالات الجيب الجلدي الخلقي، يكون هناك فشل في هذه العملية، الأمر الذي يؤدي إلى تكوين اتصال دائم بين الجلد والأنسجة العصبية. يتجلى هذا في شكل مسار يمتد من سطح الجلد إلى النخاع الشوكي مبطّن بظهارة حرشفية طبقية، محاطة بأنسجة جلدية وعصبية. قد ينتهي السبيل في اللفافة العميقة، أو حتى قد يتلامس مع العناصر العصبية. قد يتشكل الجيب الجلدي الخلقي في أي نقطة على طول الخط الأوسط للمحور العصبي، ومع ذلك، فإن الأغلبية تكون في المنطقة القطنية والعجزية القطنية (41% و35% من الحالات على التوالي).

## التشخيص
غالبًا ما تشخص الجيوب الأنفية الخلقية عند الرضع والأطفال. التشخيص المبكر مهم في الجيوب الجلدية الخلقية، بحيث يمكن توفير العلاج مبكرًا، من أجل منع تطور المضاعفات المصاحبة.

### المظاهر السريرية
هناك ثلاث سمات رئيسية للجيوب الجلدية الخلقية: التشوهات الجلدية، والالتهاب، والعجز العصبي.

#### التشوهات الجلدية
الجيب الجلدي الخلقي عبارة عن مسار من الطبقة السطحية للجلد، عبر الأنسجة العميقة في الجمجمة أو تجويف العمود الفقري. يمكن أن تشمل النتائج الجلدية لهذا الجهاز ما يلي:
- حفرة على طول المحور العصبي
- ورم وعائي شعري مسطح
- فرط الشعر
- علامة الجلد
- تصبغ غير طبيعي
- الورم الشحمي تحت الجلد
- علامات الالتهاب الموضعي

#### العدوى
يمكن أن تمتد الظهارة الطبقية الحرشفية من السبيل الجيوب الجلدي الخلقي إلى اللفافة الشوكية للأم الجافية أو على طول الطريق إلى الحبل الشوكي. وبالتالي، يشكل الجيب الجلدي الخلقي نقطة دخول للعدوى وبداية الالتهاب، وهذا يمكن أن يسمح بتكوين خراج. يمكن أن تنتقل العدوى بعد ذلك إلى أعلى النخاع الشوكي لتؤدي إلى التهاب السحايا، والذي يمكن أن يكون قاتلًا إذا تُرك دون علاج.

#### العجز العصبي
غالبًا ما يرتبط الجيب الجلدي الخلقي أيضًا بتصريف السائل الشوكي، والتكيسات داخل الجافية وربط الحبل الشوكي؛ نقل العجز العصبي. يمكن أن يحدث العجز العصبي بسبب انضغاط الحبل الشوكي من نمو الكيس الجلدي داخل الجافية في البشرة والأدمة. يمكن أن يؤدي الحبل الشوكي المربوط إلى صعوبات في المشي وخلل في العضلة العاصرة، بالإضافة إلى ضغط العمود الفقري. تزداد احتمالية حدوث حالات العجز العصبي عندما لا يكون التشخيص في الوقت المناسب، ما يسمح بوجود تكيسات و/أو التهاب.

### التصوير
التصوير بالرنين المغناطيسي (MRI) هو الأداة المفضلة للتصوير التشخيصي وقبل الجراحة للجيوب الجلدية الخلقية. يسمح التصوير بالرنين المغناطيسي بملاحظة الهياكل العصبية، وتصور السبيل والتشوهات والآفات. على سبيل المثال، كشف الحبل المربوط أو الأورام المتضمنة أو تشوهات الحبل الشوكي. المراقبة بالأشعة السينية محدودة في التشخيص، خاصة بسبب التكلس غير الناضج للرضع أقل من 18 شهرًا. يمكن استخدام الأشعة السينية مع التصوير بالرنين المغناطيسي أو صور الموجات فوق الصوتية للمساعدة قبل الجراحة.

## العلاج
يشمل علاج الجيوب الجلدية الخلقية الاستئصال الكامل للقناة وكذلك الاستكشاف داخل الجافية. يعد الاستئصال الجراحي الوقائي لقناة الجيوب الأنفية الجلدية الخلقية مفيدًا للمريض، إذ يسمح بالحفاظ على وظائف الجهاز العصبي والمثانة. تقلل نتائج التدخل الجراحي المبكر من خطر الإصابة بالعدوى و/أو تطور الورم - وهي عوامل مرتبطة عادةً بالتقديم المتأخر للجيوب الأنفية الجلدية الخلقية. الاستكشاف داخل الجافية ضروري لأن استئصال المسالك بالكامل -وكذلك أي من المسالك داخل الجافية- يقلل من الحاجة إلى مزيد من التدخلات الجراحية.
تتضمن التقنية الجراحية إزالة الآفة الجلدية بشكل إهليلجي. يجب بعد ذلك استكشاف مجرى الجيب الجلدي الخلقي واستئصاله، مع تشريح الآفات داخل الجافية. إذا لم تزال جميع الأنسجة الظهارية، فهناك احتمال أن تتكرر الكيسة الجلدية وتتطلب مزيدًا من العمليات. عمليات أخرى محدودة بسبب الندوب بعد الجراحة وبعد العدوى.

## تاريخيًا
قبل الاستخدام الواسع وتوافر الأساليب المتقدمة للتصوير العصبي، من الممكن أن معدل حدوث الجيوب الجلدية الخلقية قد ضمن مع حالات الجيوب العصعصية. تختلف جيوب العصعص عن الجيب الجلدي الخلقي حيث توجد داخل الشق الألوي، وليس فوقه. لا ترتبط جيوب العصعص ذات التوجه الذيلي بعلم الأمراض داخل الجافية ولا تحتاج إلى استئصال، على عكس المسالك الرأسية للجيوب الجلدية الخلقية والتي تسبب أمراضًا كبيرة داخل الجافية وتتطلب تدخلًا جراحيًا. بينما تحدث جيوب العصعص في 4% من السكان حديثي الولادة، توجد الجيوب الجلدية الخلقية فقط في 1 من كل 2500 مولود حي.